# Thôi Kì
Thôi Kì (tiếng Trung: 崔琦; bính âm: Cuī Qí, sinh 28 tháng 2 năm 1939 tại tỉnh Hà Nam, Trung Quốc) là nhà vật lý người Mỹ gốc Trung Quốc đã đoạt Giải Nobel Vật lý năm 1998 (chung với Horst Ludwig Störmer và Robert B. Laughlin) cho những đóng góp của ông trong việc phát hiện Hiệu ứng Hall lượng tử phân số.

## Cuộc đời và Sự nghiệp
Thôi Kỳ sinh tại một làng quê thuộc huyện Bảo Phong, tỉnh Hà Nam, là con của một gia đình nông dân. Vào thời ông sinh ra, Trung Quốc đầy những thiên tai và chiến tranh. Khi còn niên thiếu, ông học ở trường làng.
Năm 1951, ông sang Hồng Kông, học ở Trường trung học Bồi Chính tại bán đảo Cửu Long, và tốt nghiệp năm 1957. Ông được thâu nhận vào trường Y học Đại học quốc gia Đài Loan ở Đài Bắc, Đài Loan. Năm 1958, ông được một học bổng toàn phần để sang học ở Augustana College tại Rock Island, Illinois, Hoa Kỳ.
Sau khi tốt nghiệp, ông tiếp tục học Vật lý học ở Đại học Chicago và đậu bằng tiến sĩ vật lý năm 1967. Ông làm nghiên cứu sau tiến sĩ ở Đại học Chicago. Năm 1968, ông vào làm việc ở Bell Labs, và là người tiên phong trong nghiên cứu các điện tử 2 chiều.
Lãnh vực nghiên cứu của Thôi Kì gồm các đặc tính điện của phim mỏng cùng các vi cấu trúc của các chất bán dẫn và Vật lý chất rắn. Hiện nay ông là giáo sư chức Arthur LeGrand Doty môn Kĩ thuật điện ở Đại học Princeton và nhà khoa học nghiên cứu ở Phân khoa Vật lý Đại học Columbia, nơi ông từng là giáo sư thỉnh giảng từ năm 2006 tới 2008.
Phát hiện fractional quantum Hall effect (Hiệu ứng Hall lượng tử phân số) – công trình mang lại Giải Nobel cho ông - xảy ra ngay trước khi ông được bổ nhiệm làm giáo sư Kĩ thuật điện ở Đại học Princeton năm 1982.

## Giải thưởng và Vinh dự
- Viện sĩ Viện hàn lâm Khoa học quốc gia Hoa Kỳ
- Viện sĩ Viện hàn lâm Khoa học Kỹ thuật quốc gia Hoa Kỳ từ 2004
- Hội viên Hiệp hội thăng tiến Khoa học Hoa Kỳ
- Hội viên Hội Vật lý Hoa Kỳ
- Viện sĩ Viện hàn lâm Trung Quốc (Academia Sinica) ở Đài Bắc
- Viện sĩ nước ngoài Viện hàn lâm Khoa học Trung Quốcở Bắc Kinh từ 2000
- Giải Oliver E. Buckley 1984
- Huy chương Franklin về Vật lý 1998
- Giải Nobel Vật lý 1998